# Сен-Лоран-де-Винь
Сен-Лора́н-де-Винь (фр. Saint-Laurent-des-Vignes) — коммуна во Франции, находится в регионе Аквитания. Департамент — Дордонь. Входит в состав кантона Пеи-де-ла-Форс. Округ коммуны — Бержерак.
Код INSEE коммуны — 24437.

## География

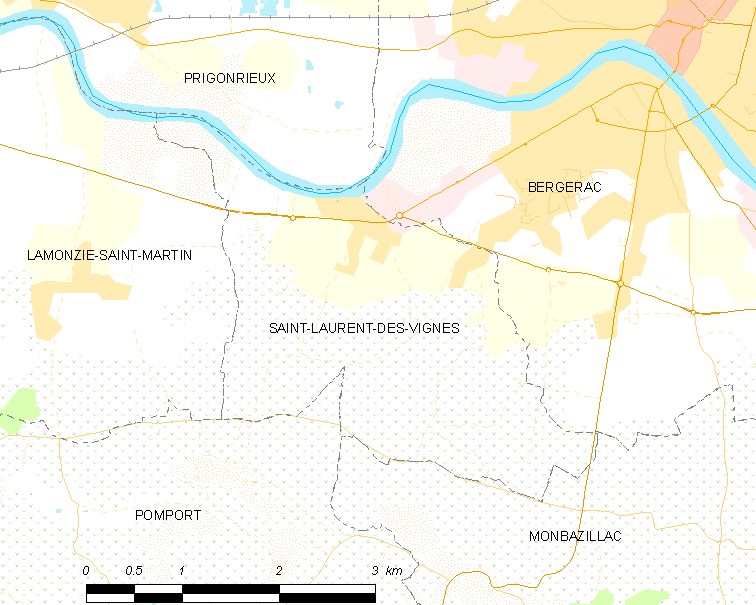
Карта коммуны

Коммуна расположена приблизительно в 480 км к югу от Парижа, в 85 км восточнее Бордо, в 50 км к юго-западу от Перигё.
На севере коммуны протекает река Дордонь.

### Климат
Климат умеренный океанический со средним уровнем осадков, которые выпадают преимущественно зимой. Лето здесь долгое и тёплое, однако также довольно влажное, здесь не бывает регулярных периодов летней засухи. Средняя температура января — 5 °C, июля — 18 °C. Изредка вследствие стечения неблагоприятных погодных условий может наблюдаться непродолжительная засуха или случаются поздние заморозки. Климат меняется очень часто, как в течение сезона, так и год от года.

## Население
Население коммуны на 2010 год составляло 816 человек.
| 1962 | 1968 | 1975 | 1982 | 1990 | 1999 | 2010 |
| ---- | ---- | ---- | ---- | ---- | ---- | ---- |
| 528  | 525  | 531  | 603  | 709  | 732  | 816  |

## Администрация
| Период | Период | Фамилия           | Партия       | Примечания                           |
| ------ | ------ | ----------------- | ------------ | ------------------------------------ |
| 1935   | 1955   | Мишель Дюран      |              |                                      |
| 1955   | 1970   | Рене Руайер       |              |                                      |
| 1970   | 1977   | Жан Руайер        |              |                                      |
| 1977   | 1994   | Мишель Беаг       | беспартийный | директор агропромышленного комплекса |
| 1994   | 2014   | Жильбер Обр       | беспартийный | фермер, пенсионер                    |
| 2014   | 2020   | Жан-Клод Портолан |              | пенсионер                            |

## Экономика
В 2010 году среди 562 человек трудоспособного возраста (15-64 лет) 387 были экономически активными, 175 — неактивными (показатель активности — 68,9 %, в 1999 году было 72,4 %). Из 387 активных жителей работали 348 человек (179 мужчин и 169 женщин), безработных было 39 (21 мужчина и 18 женщин). Среди 175 неактивных 41 человек были учениками или студентами, 85 — пенсионерами, 49 были неактивными по другим причинам.

## Фотогалерея

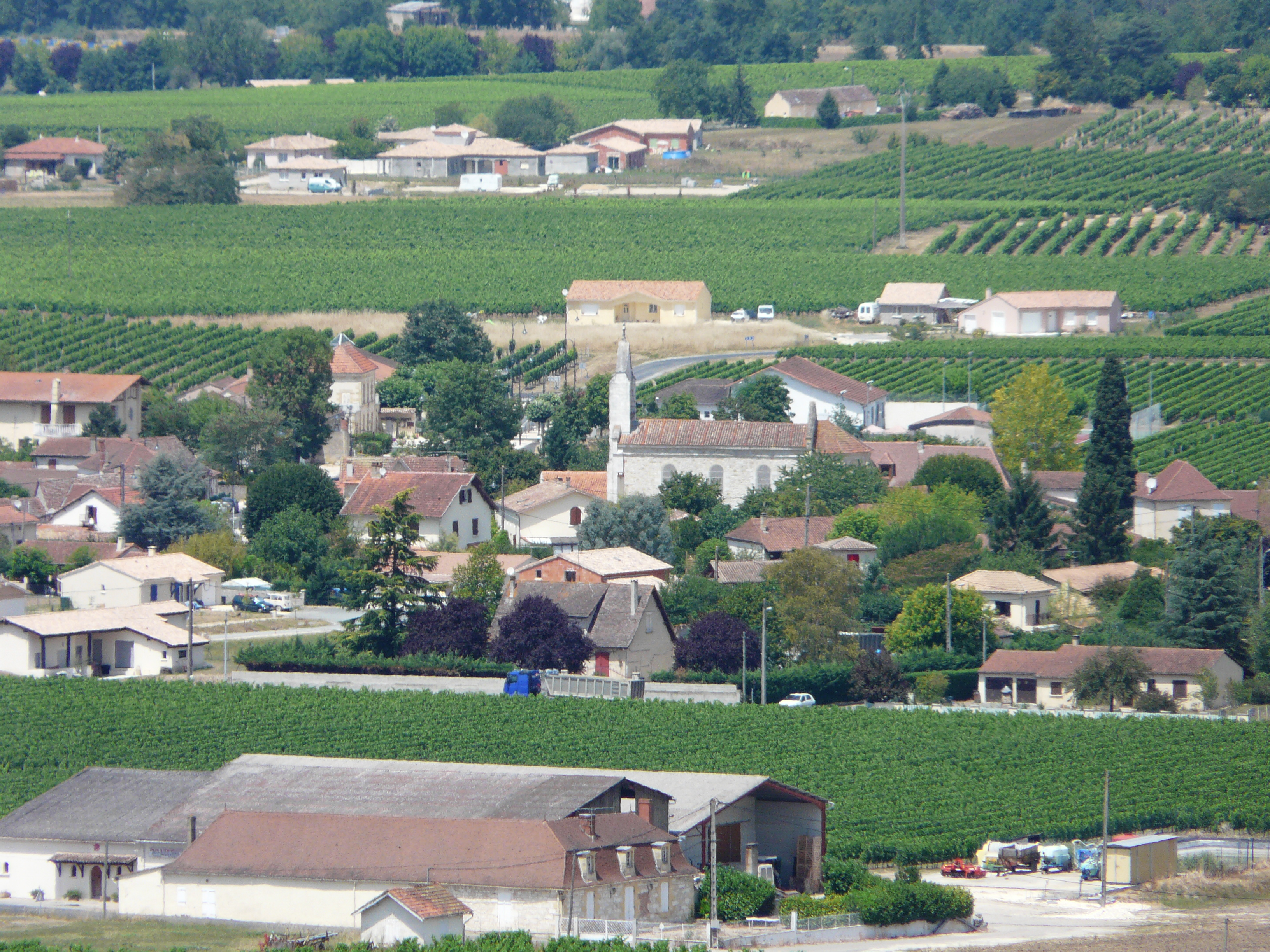
Сен-Лоран-де-Винь
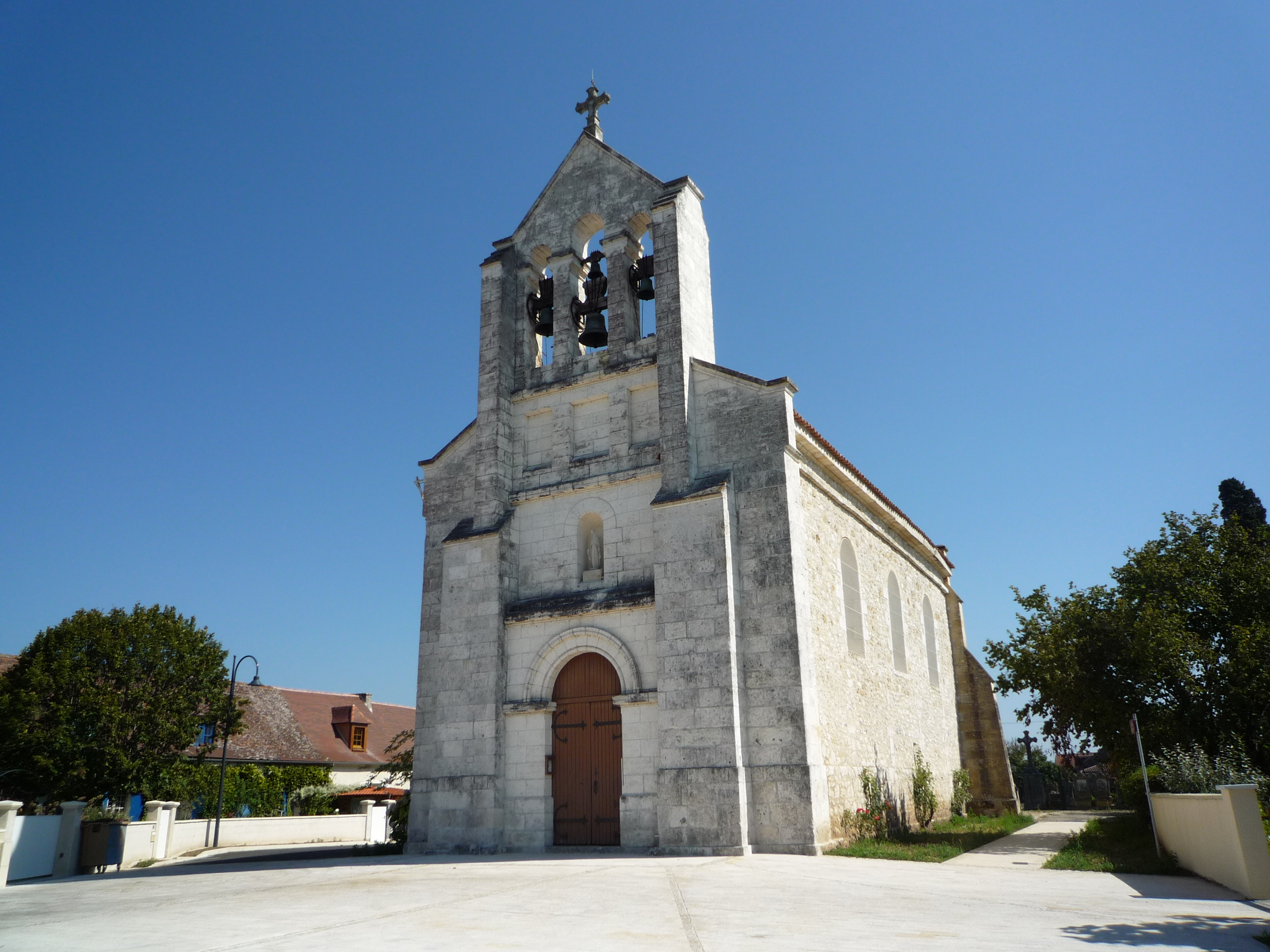
Церковь
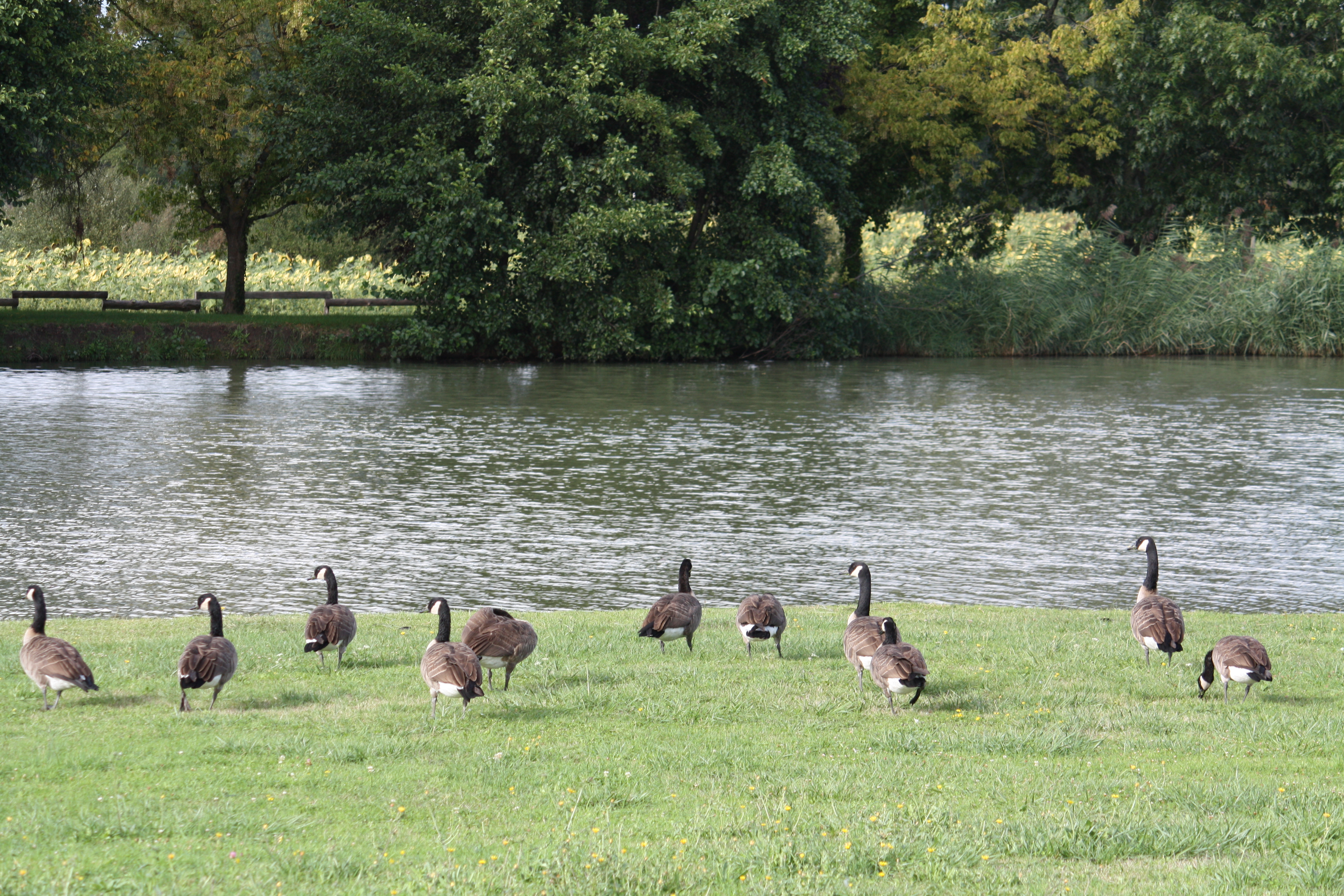
Озеро